# Caeruleuptychia pilata
Caeruleuptychia pilata is een vlinder uit de onderfamilie Satyrinae van de familie Nymphalidae. De wetenschappelijke naam van de soort is voor het eerst geldig gepubliceerd door Arthur Gardiner Butler.